# Kálna (Románia)

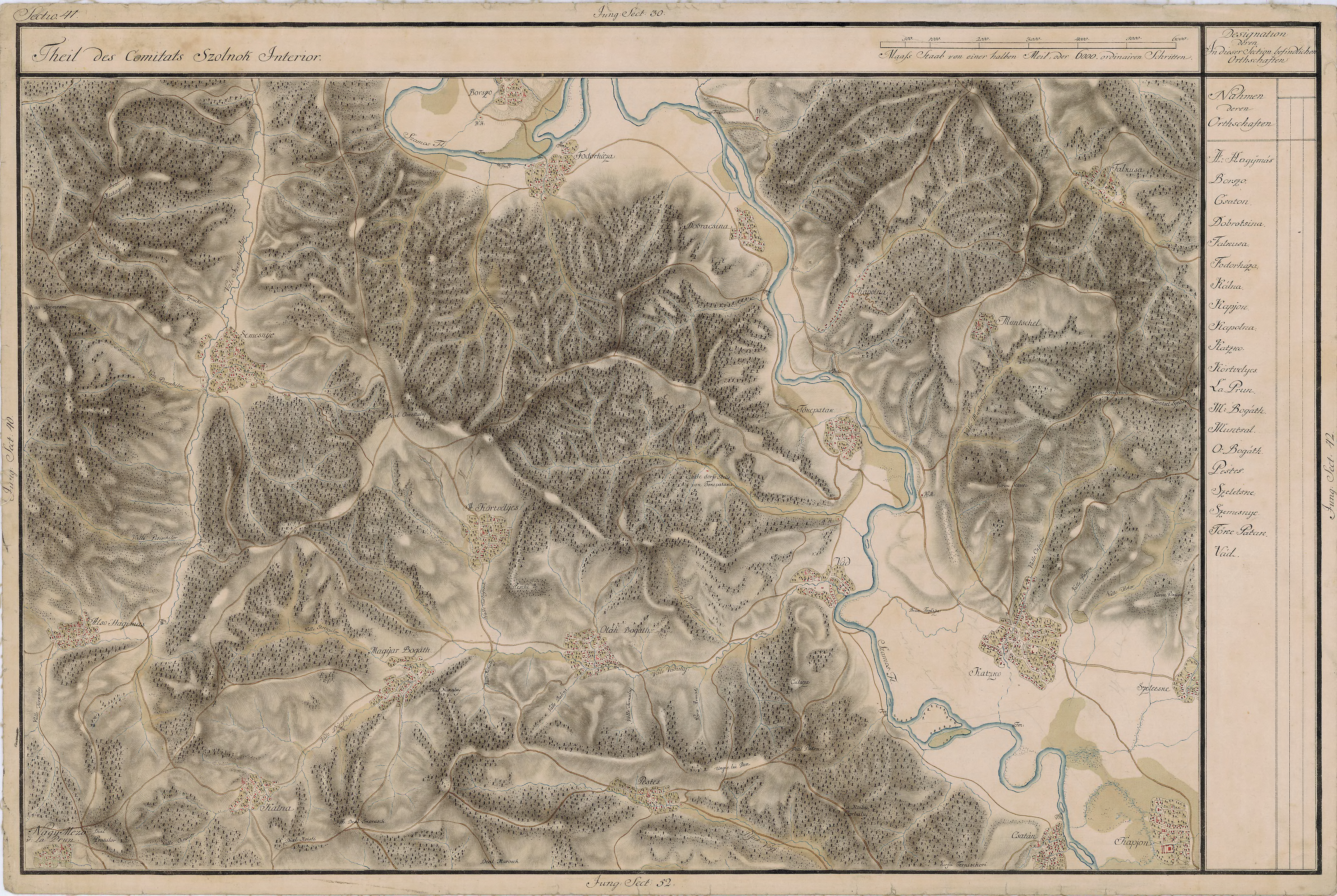
Kálna egy 1700-as évekből való térképen

Kálna (Calna), település Romániában, Kolozs megyében.

## Fekvése
Déstől északnyugatra, Alparét, Nagymező és Felsőbogáta közt fekvő település.

## Nevének eredete
A község neve a kalu, kalina szláv szóból ered, mely sáros helyet jelent.

## Története
Kálna nevét 1325-ben említette először oklevél Kalna, majd 1360-ban Kalna, Kálnaföld néven.
1512-ben Kalna, 1733-ban Kálna, 1750-ben Kalnok, 1808-ban Kálna, Kál néven írták.
1360-ban Monyorói Tamás birtoka volt, aki Kálna nevű földjének a Nádor fia János alapréti jobbágyai jogtalan használata ellen tiltakozott, Kálna azonban a fennmaradt adatok szerint még 1507-ben is Alparéthez tartozott. Ekkor nádasdi Ongor János fiainak János és Miklósnak magvaszakadtával, ezeknek Szobi (Zob) Mihálylyal kötött kölcsönös örökösödési szerződése alapján a király adományából Szobi Péter fiára Mihályra szállt.
1521-ben Héderfái Barlabási (és Barrabássi) Lénárd erdélyi alvajda is részbirtokos volt itt, aki itteni részét végrendeletileg leányaira: Katalin Nyujtódi Demeterné, Magdolna Somkereki Erdélyi Gergelyné és Zsófia, Borbála, Fruzsina hajadonokra hagyja.
1573-ban Miksa császár erősítette meg itteni birtokrészében Radák Lászlót.
1577 előtt a falu Barrabássi János csanádi püspök birtoka volt, aki Barrabássi Ferencz, Mihály és Bogáthi Ozsvátnéval osztozott meg rajta. A Barrabássiak utód nélküli halála után, Kendy Antal örökölte, kinek neje Bogáthi leány volt. De Kendy hűtlensége miatt fejét és jószágait elvesztve, a királyné Alárd Miklósnénak adta, kiről fia Ferenc örökölte.
1602-ben birtokosa Kornis Boldizsár, majd örököseinek birtoka lett.
1696-ban hódoltsági falu volt.
1716-ban a Kornisoké volt s ezeknek tisztje Kozárvári Ferencz deák kapta a Kornisoktól, mert mikor a török Papmezőt el akarta foglalni, innen a Kornisok javait kiszállította.
1769-ben Bornemissza Ignácot írták egyik birtokosának.
1820-ban gróf Kornis János, báró Bornemissza Lipót, gróf Haller Gábor, Tárcza János, Várady Ferenc, Vankai Ádámné, Rednik Lászlóné voltak birtokosai.
1910-ben 427 lakosából 12 magyar, 415 román volt. Ebből 415 görögkatolikus, 12 izraelita volt.
A trianoni békeszerződés előtt Szolnok-Doboka vármegye Dési járásához tartozott.